# Spinnerei Tiefenstein
Die Spinnerei Tiefenstein war eine Spinnerei in Tiefenstein im baden-württembergischen Landkreis Waldshut.

## Geschichte

### Beginn als Eisenwerk
1599 fand der Bergknappe Georg Labert bei Unteralpfen an der Albhalde Eisenerz. Um das Erz verarbeiten zu können, wählte man den Platz an der Mündung des Steinbachs in die Alb und errichtete einen Schmelz- und Läuterofen sowie eine Hammerschmiede. Die Alb diente als Floßweg für Holz, das hier zu Holzkohle verarbeitet wurde. 1752 reichte der Schmied Johann Mayer ein Gesuch zum Bau einer Mahlmühle ein, welches jedoch nicht angenommen wurde. 1816 wurden die Eisenwerke Tiefenstein auf Wunsch des Besitzers Johann Maier freiwillig öffentlich versteigert. Käufer waren die Gebrüder Fridolin Trötschler und Johann Baptist Trötschler aus Todtmoos. 1843 verkauften sie das Eisenwerk an den Badischen Staat.

### Baumwollspinnerei
Nachdem durch die Säkularisation das durch Fürstabt Martin Gerbert 1778 erworbene, im Besitz des Klosters St. Blasien befindliche Eisenwerk Albbruck 1809 an Baden fiel, war auch das Interesse an dem Eisenwerk Tiefenstein vorgegeben und Baden erwarb es 1843. Noch 1863 wurde das Eisenwerk in Albbruck vom Großherzogtum Baden ausgebaut, es kam nun jedoch billigeres, mit Steinkohlen erschmolzenes Eisen, zusätzlich begünstigt durch die günstigeren Eisenbahntransporte, auf. 1866 wurde das Hauptwerk in Albbruck stillgelegt, an seiner Stelle entstand die Papierfabrik Albbruck.
Das Werk in Tiefenstein wurde am 3. April 1865 in drei Teilen zur zweiten Versteigerung angeboten, letztlich erwarben es im gesamten die Gebrüder Lukas, Franz Xaver und Alois Schmidt aus Waldshut. Sie errichteten im Hauptgebäude eine Baumwollspinnerei.

### Schappespinnerei
1873 wurde die »Baumwollfabrik« an die Schweizer Unternehmer André Streiff, Egidius von Trümpy, Jakob von Trümpy aus dem Kanton Glarus und Hans Vögeli aus Zürich verkauft. Sie wandelten die Baumwollspinnerei in die Schappespinnerei Trümpy, Vögeli & Streiff um. 1877 schied Vögeli aus, an seine Stelle trat Georges Wild (sen.). Sein Sohn Georges Wild übernahm später seinen Anteil, ihm folgte sein Sohn Otto Wild nach. Produziert wurde in den 1870er Jahren Cordonett und ab den 1890er Jahren Spitzen-Schappegarne für Calais, später gröbere Webschappe für Sachsen.
Nach dem Ersten Weltkrieg kam eine Kämmerei dazu. Angestellt waren in jener Zeit vorwiegend Frauen aus Friaul und Vicenza. 1927 ruhte die Spinnerei zeitweise und ging an andere Schweizer Eigentümer über. Versponnen und verzwirnt wurden nun außer Schappe auch Stapelfasergarne, Woll- und Wollmischgarne sowie Zellwollgarne. Nach und nach erzeugte man jedoch mehr Feinspinnware. Garne bis 250 Nm wurden gesponnen. 1934 wurde die Fabrik umbenannt in Spinnerei Tiefenstein GmbH. Mit 9000 Spindeln und bis zu 380 Arbeitskräften war die Firma für den Hotzenwald bedeutend und bestand bis in die 1950er Jahre. Die noch verbliebenen Gebäude und Wasserkraftanlagen gelten als Bau- und Kunstdenkmale.